# Капоровский сельсовет
Капоровский сельсовет — упразднённая административная единица на территории Речицкого района Гомельской области Республики Беларусь.

## Состав
Капоровский сельсовет включал 5 населённых пунктов:
- Богдановка — посёлок.
- Будка — деревня.
- Капоровка — деревня.
- Лазаревка — деревня.
- Прудище — посёлок.